# Camaçari
Camaçari é um município brasileiro do estado da Bahia. É conhecido como "Cidade Industrial", por abrigar o Polo Industrial de Camaçari. É o quarto município mais populoso do estado e o segundo mais populoso da Região Metropolitana de Salvador.
Possui o segundo maior produto interno bruto municipal do estado (depois de Salvador, sendo também o 8º maior da Região Nordeste e o 38º maior do país), estimado em 25,6 bilhões de reais (dados do IBGE), em 2020. Faz parte dos 71 municípios brasileiros integrados no Mercosul.
Foi sede da Ford Motor Company Brasil (inaugurada em 12 de outubro de 2001, fechando as portas em 12 de maio de 2021 (20 anos após a inauguração), sendo a primeira fábrica de automóveis a se instalar na Região Nordeste do Brasil) e do Polo Petroquímico, o maior polo industrial do estado, abrigando diversas indústrias químicas e petroquímicas, mas, com o passar dos anos, começou a abrigar outros ramos da indústria, como: automotivo, de celulose, borracha, metalurgia do cobre, têxtil, fertilizantes, energia eólica, bebidas e serviços. É o primeiro complexo petroquímico planejado do país e o maior complexo industrial integrado do Hemisfério Sul, com mais de 90 empresas instaladas.

## Etimologia
"Camaçari" deriva do tupi antigo kamasary, que designava a árvore atualmente conhecida como "cachaporra-do-gentio".

## História

### Ocupação
Em meados do século X, a região do Recôncavo Baiano foi invadida por povos tupis procedentes da Amazônia. Eles expulsaram os habitantes anteriores da região, falantes de línguas macro-jês, para o interior do continente. Quando os primeiros exploradores europeus chegaram à região, no século XVI, a mesma era habitada pela tribo tupi dos tupinambás.

## Geografia

Camaçari e os outros municípios da região metropolitana

Mapa de localização dos distritos de Camaçari à direita, em destaque Monte Gordo em azul

Localiza-se a 12 graus, 41 minutos e 51 segundos de latitude sul e a 38 graus, 19 minutos e 27 segundos de latitude oeste, estando a uma altitude de 36 metros. Com área territorial de 785,421 quilômetros quadrados, distância cerca de 41 quilômetros da capital Salvador, sendo parte da Região Metropolitana de Salvador (RMS) limitando-se ao norte com Mata de São João, ao sul com Lauro de Freitas, ao sudoeste com Simões Filho, a oeste com Dias d'Ávila e leste com o Oceano Atlântico.
A costa de Camaçari é formada por um conjunto de praias no Oceano Atlântico: Busca-Vida, Abrantes, Jauá, Arembepe, Guarajuba, Barra do Jacuípe e Itacimirim. 
As vegetações encontradas no município são dunas, manguezais, restingas, mata ciliar e atlântica. Existem três áreas de proteção ambiental (APA): Joanes/Ipitanga, Rio Capivara e Lagoas de Guarajuba. Além das unidades de conservação: Cinturão Verde de Proteção do Complexo Petroquímico de Camaçari, Parque das Dunas de Abrantes e Parque Garcia D'Ávila.

### Clima
O clima de Camaçari é tropical úmido, com uma temperatura média compensada de 25°C. Segundo dados do Instituto Nacional de Meteorologia (INMET), referentes ao período entre 1978 e 2006, a menor temperatura registrada em Camaçari foi de 14,4 °C em 20 de agosto de 1996, e a maior atingiu 37,1 °C em 22 de janeiro de 1995. O maior acumulado de precipitação em 24 horas atingiu 186,9 milímetros (mm) em 1 de dezembro de 1988. Outros grandes acumulados superiores a 150 mm foram 172,4 mm em 12 de janeiro de 1988 e 152,3 mm em 10 de junho de 1997.
| Dados climatológicos para Camaçari | Dados climatológicos para Camaçari | Dados climatológicos para Camaçari | Dados climatológicos para Camaçari | Dados climatológicos para Camaçari | Dados climatológicos para Camaçari | Dados climatológicos para Camaçari | Dados climatológicos para Camaçari | Dados climatológicos para Camaçari | Dados climatológicos para Camaçari | Dados climatológicos para Camaçari | Dados climatológicos para Camaçari | Dados climatológicos para Camaçari | Dados climatológicos para Camaçari |
| Mês | Jan                                | Fev                                | Mar                                | Abr                                | Mai                                | Jun                                | Jul                                | Ago                                | Set                                | Out                                | Nov                                | Dez                                | Ano                                |
| --- | ---------------------------------- | ---------------------------------- | ---------------------------------- | ---------------------------------- | ---------------------------------- | ---------------------------------- | ---------------------------------- | ---------------------------------- | ---------------------------------- | ---------------------------------- | ---------------------------------- | ---------------------------------- | ---------------------------------- |
| Temperatura máxima recorde (°C) | 37,1                               | 36,6                               | 36,5                               | 35,1                               | 33,8                               | 32,3                               | 31                                 | 31,6                               | 32,9                               | 34,5                               | 34,8                               | 35,6                               | 37,1                               |
| Temperatura máxima média (°C) | 31,7                               | 31,6                               | 31,4                               | 30,2                               | 29                                 | 27,5                               | 27,1                               | 27,1                               | 28,3                               | 29,7                               | 30,5                               | 31,4                               | 29,6                               |
| Temperatura média compensada (°C) | 26,4                               | 26,5                               | 26,4                               | 25,6                               | 24,5                               | 23,3                               | 22,6                               | 22,6                               | 23,6                               | 24,8                               | 25,6                               | 26,2                               | 24,8                               |
| Temperatura mínima média (°C) | 22,1                               | 22,2                               | 22,4                               | 21,9                               | 21,2                               | 20                                 | 19,1                               | 18,9                               | 19,6                               | 20,6                               | 21,6                               | 22,1                               | 21                                 |
| Temperatura mínima recorde (°C) | 16,4                               | 17,3                               | 18,7                               | 17,7                               | 16,2                               | 16                                 | 14,6                               | 14,4                               | 15,2                               | 15,5                               | 16,7                               | 19                                 | 14,4                               |
| Precipitação (mm) | 87                                 | 101,7                              | 143,7                              | 226,9                              | 244,4                              | 232,8                              | 184,9                              | 139,7                              | 103                                | 85,8                               | 111,8                              | 74,9                               | 1 736,6                            |
| Dias com precipitação (≥ 1 mm) | 9                                  | 9                                  | 12                                 | 16                                 | 17                                 | 19                                 | 19                                 | 18                                 | 11                                 | 7                                  | 9                                  | 6                                  | 152                                |
| Umidade relativa compensada (%) | 76,7                               | 77,4                               | 79,8                               | 82,9                               | 85,3                               | 86,3                               | 84,9                               | 83,6                               | 81,7                               | 78,5                               | 78,7                               | 77,5                               | 81,1                               |
| Insolação (h) | 216,5                              | 188,1                              | 204,7                              | 176,9                              | 173,3                              | 139,2                              | 173,2                              | 174,2                              | 184,4                              | 209,2                              | 185,6                              | 197,8                              | 2 223,1                            |
| Fonte: Instituto Nacional de Meteorologia (INMET) (normal climatológica de 1981-2010; recordes de temperatura: 01/01/1978 a 31/01/2006) |                                    |                                    |                                    |                                    |                                    |                                    |                                    |                                    |                                    |                                    |                                    |                                    |                                    |

## Demografia
Com população estimada para 2021 de 309 208 habitantes, segundo o IBGE, a cidade é a quarta mais populosa do estado (depois de Salvador, Feira de Santana e Vitória da Conquista).

## Economia

### Setor secundário

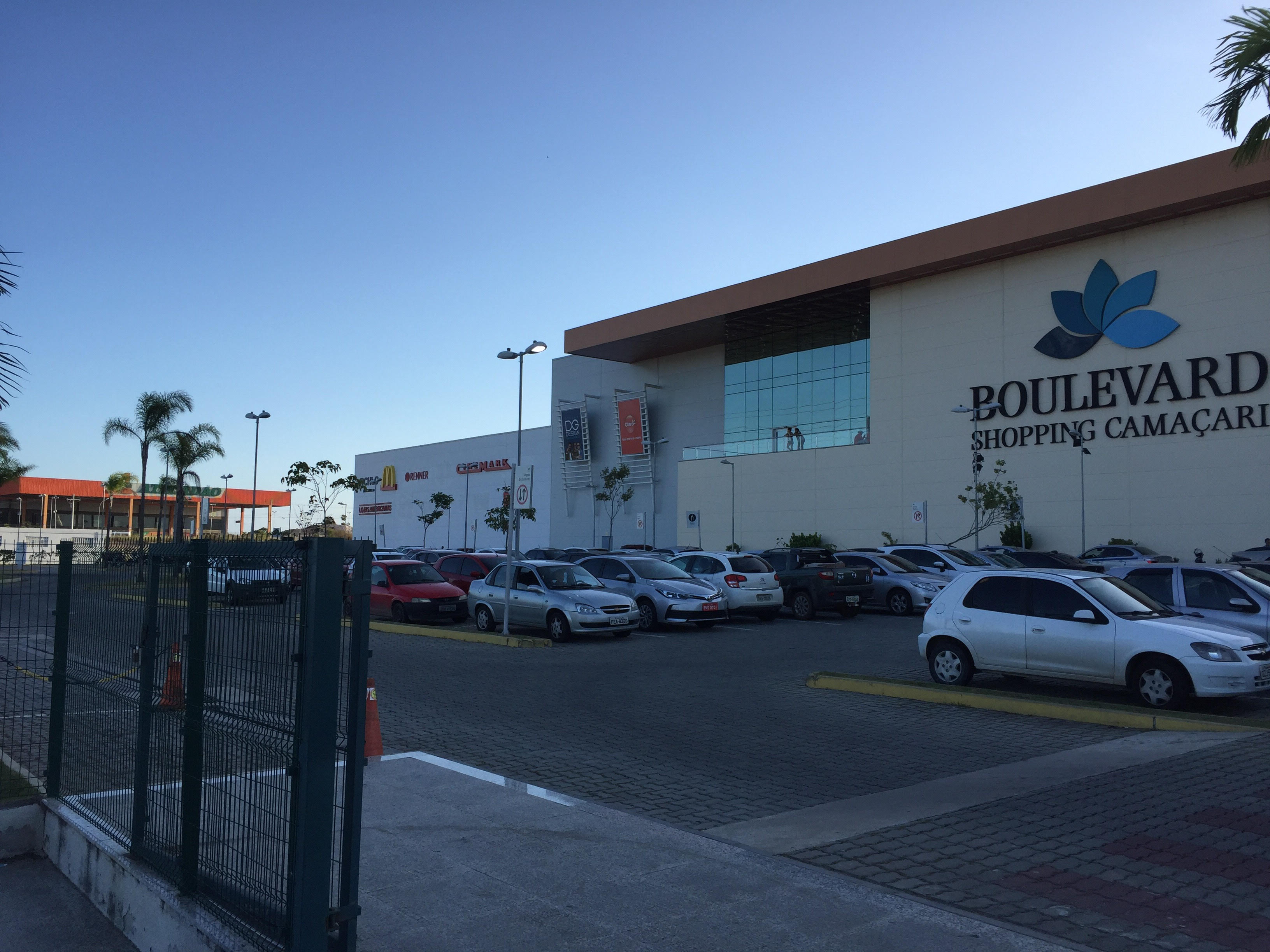
Boulevard Shopping Camaçari com o Atacadão ao fundo

A fábrica da Ford Motor Company na cidade montava os veículos Ford EcoSport, Ford Fiesta e o Ford Fiesta Sedan. Essa foi a primeira indústria automotiva a se instalar no nordeste do país e emprega cerca de 800 engenheiros. A JAC Motors também teria uma fábrica em Camaçari, o que geraria cerca de 3.500 empregos diretos e 10.000 empregos indiretos, com uma produção anual de 100 mil veículos.

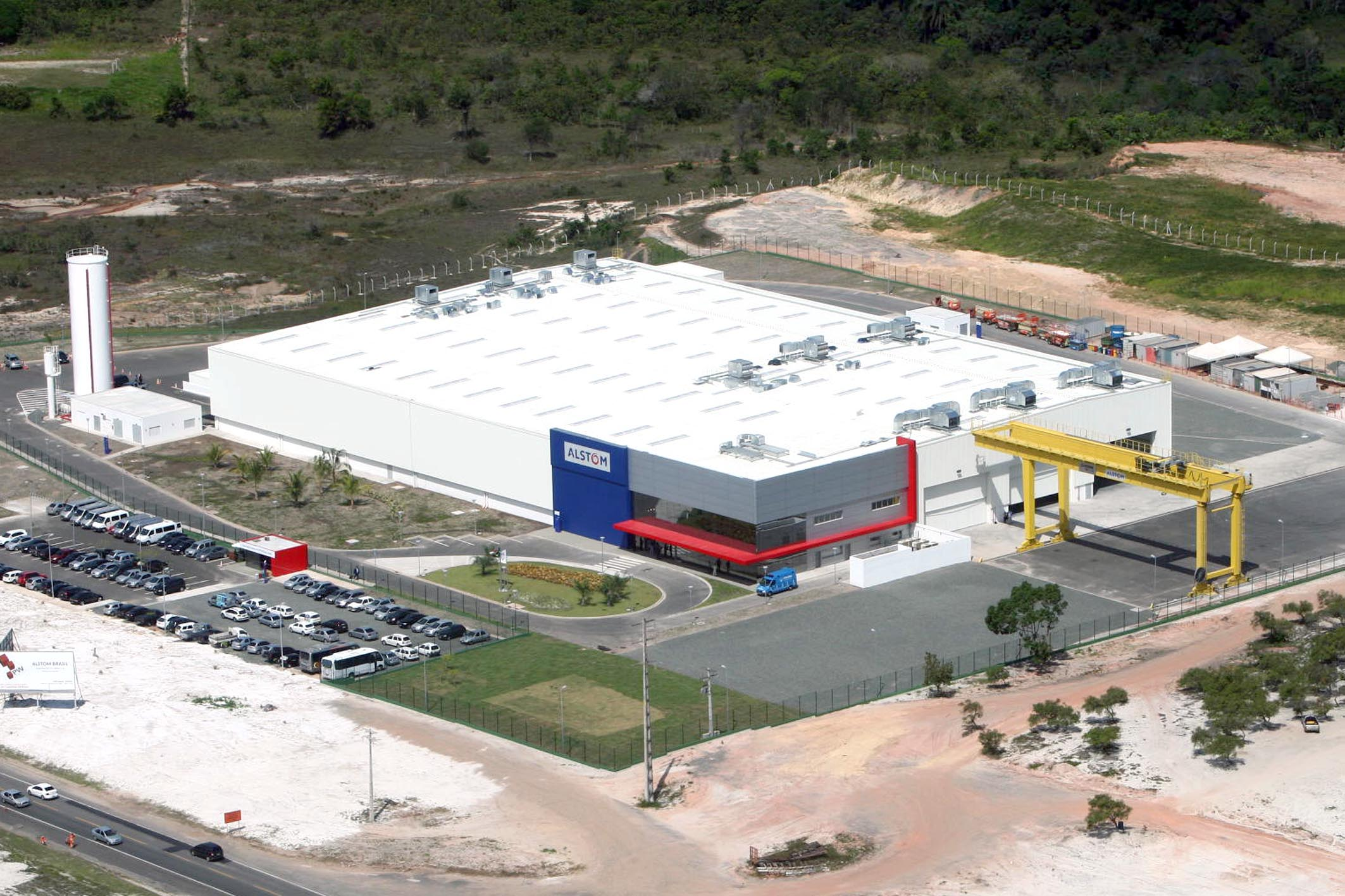
Fábrica da Alstom Brasil.

Em dezembro de 2001, a Companhia Monsanto no Polo Petroquímico de Camaçari a primeira planta da empresa projetada para produzir matérias-primas para o herbicida Roundup na América do Sul. O investimento é equivalente a 500 milhões de dólares. A fábrica de Camaçari, a maior unidade da Monsanto fora dos Estados Unidos, é também a única planta da empresa voltada para a fabricação de matérias-primas para a linha de produção Roundup.

## Infraestrutura

### Comunicação
No ramo da comunicação, o município era sede da extinta TV Camaçari, que entrou no ar em 1993, sendo afiliada à TV Cultura até 20 de fevereiro de 2009, quando ocorreu o seu fechamento por causa de diversas irregularidades.

### Educação
Na educação, o município é sede de um campus da Universidade do Estado da Bahia (UNEB), do Centro Territorial de Educação Profissional da Região Metropolitana ( CETEP-RM), do Instituto Federal da Bahia (IFBA), da Faculdade Metropolitana de Camaçari (FAMEC) e visa construir um campus da Universidade Federal da Bahia (UFBA) e da Universidade Católica do Salvador (UCSal). O município também sedia o programa social Cidade do Saber, inaugurado em 22 de março de 2007 e reconhecido como o mais importante centro de conhecimento e inclusão social do estado da Bahia.

## Cultura

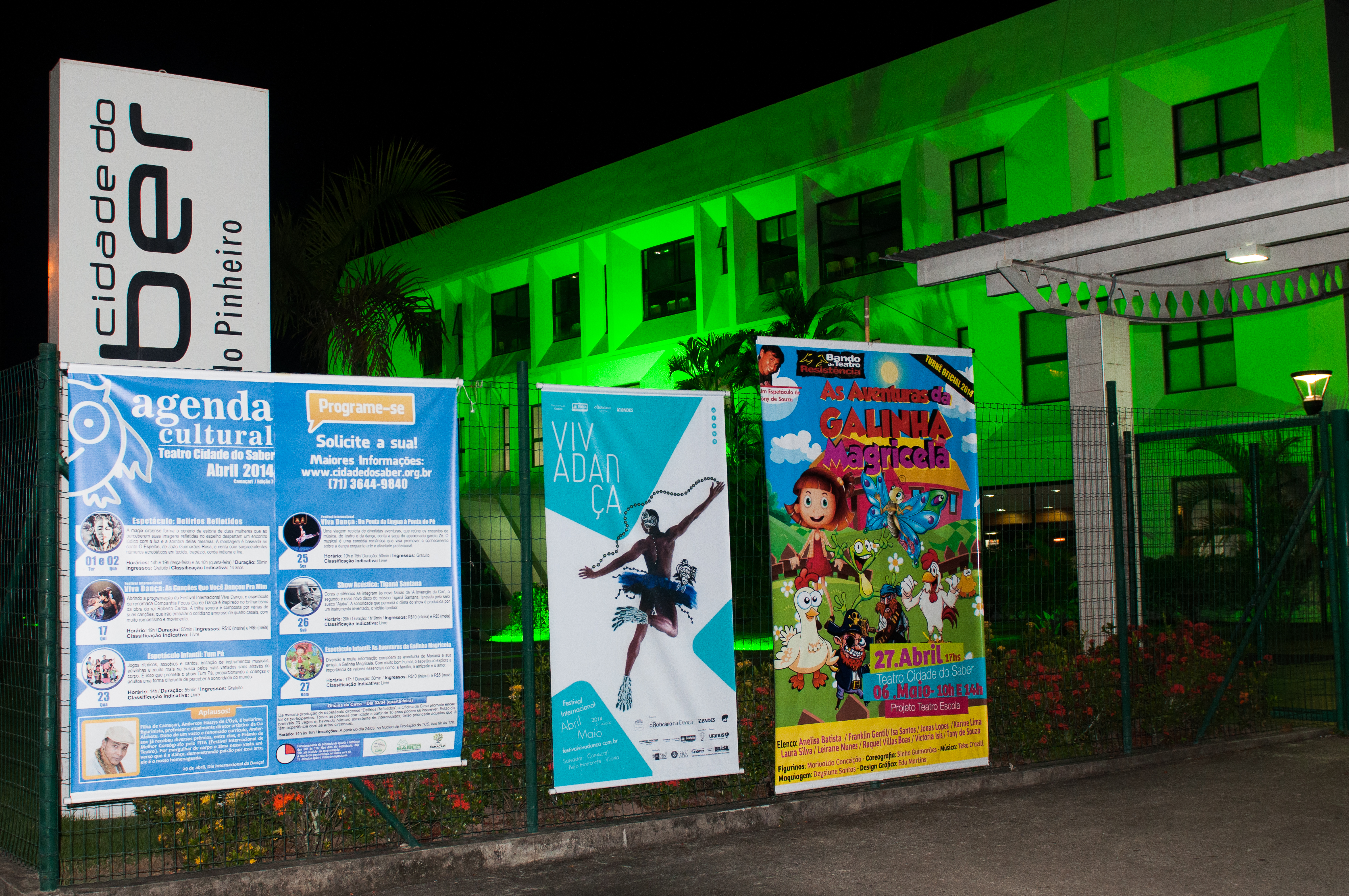
Cartazes na frente no Teatro Cidade do Saber, à noite, em abril de 2014

Na área da cultura, destaca-se a Cidade do Saber, pois promove diversos eventos movimentando o calendário com exposições, concertos, espetáculos de dança e teatro, competições esportivas. A instituição, inaugurada em março de 2007, mantém duas orquestras, a @Orquestra Caraipa formada por alunos, ex-alunos e mestres do Conservatório de Música Cidade do Saber e a recém criada OJUCA-Orquestra Juvenil Sinfônica de Camaçari compostade por jovens alunos de música do Conservatório CidadedoSaber,[[uma companhia de balé somadas às atividades oferecidas de educação não formal a crianças e adultos, como música, teatro, dança (em parceria com a Ebateca), artesanato, artes plásticas, judô, caratê, natação, ginástica rítmica, hidroginástica, futebol, cursos de inglês e espanhol (em parceria com as Escolas Fisk), hidroginástica. São 10 mil alunos nessas atividades, e mais 40 mil pessoas que circulam anualmente no complexo. Mantido anualmente com R$ 15 milhões da Prefeitura, além de recursos da Braskem e Cofic, é administrado pelo Instituto Professor Raimundo Pinheiro funcionando com cerca de 300 colaboradores.
A estrutura de 22 mil metros quadrados é composta por dois prédios com salas de aula distribuídas em três pavimentos, o Teatro Cidade do Saber (segundo maior teatro da Bahia e público de 19 mil espectadores em 2014), o Museu Interativo de Química, Física e Mecânica (em parceria com a Braskem), ginásio de esportes e piscina semiolímpica, além de uma unidade móvel para oficinas de leitura e contação de histórias que percorre áreas da zona rural. A importância se percebe também nos cinco prêmios de reconhecimento recebidos, dos quais três são internacionais.